# Korea Women League 2002
Die Korea Women League 2002 war die siebte Spielzeit der südkoreanischen Fußballliga der Frauen unter diesem Namen. Gespielt wurde in einem Hinrunden- und Rückrundenserie.

## Teilnehmer
| Team                       | Stadt   | Vereinsart        |
| -------------------------- | ------- | ----------------- |
| Incheon INI Steel WFC      | Incheon | Vereinsmannschaft |
| Incheon Hebron FFC Mission | Incheon | Vereinsmannschaft |
| Seoul Sungmin Wonders WFC  | Seoul   | Vereinsmannschaft |

## Hinrunde
Die Spiele wurden in Gangwon-do in Yanggu-gun, Heuingseong-gun-Stadion ausgetragen.

### Finale
Das Finale wurde am 25. Juli 2002 ausgetragen.
|                       | Ergebnis |                           |
| --------------------- | -------- | ------------------------- |
| Incheon INI Steel WFC | 0:2      | Seoul Sungmin Wonders WFC |

## Rückrunde
Gespielt wurde im Namhae-Gongseol-Stadion.

### Abschlusstabelle
| Pl. | Verein                     | Sp. | S | U | N | Tore    | Diff. | Punkte |
| --- | -------------------------- | --- | - | - | - | ------- | ----- | ------ |
| 1.  | Seoul Sungmin Wonders WFC  | 2   | 1 | 1 | 0 | 008:000 | +8    | 04     |
| 2.  | Incheon INI Steel WFC      | 2   | 1 | 1 | 0 | 007:000 | +7    | 04     |
| 3.  | Incheon Hebron FFC Mission | 2   | 0 | 0 | 2 | 000:150 | −15   | 0      |

| Zum 2. Spieltag: Meister der Korea Women League 2002-Rückrundenserie |